# Wiśniowa (Klein-Polen)

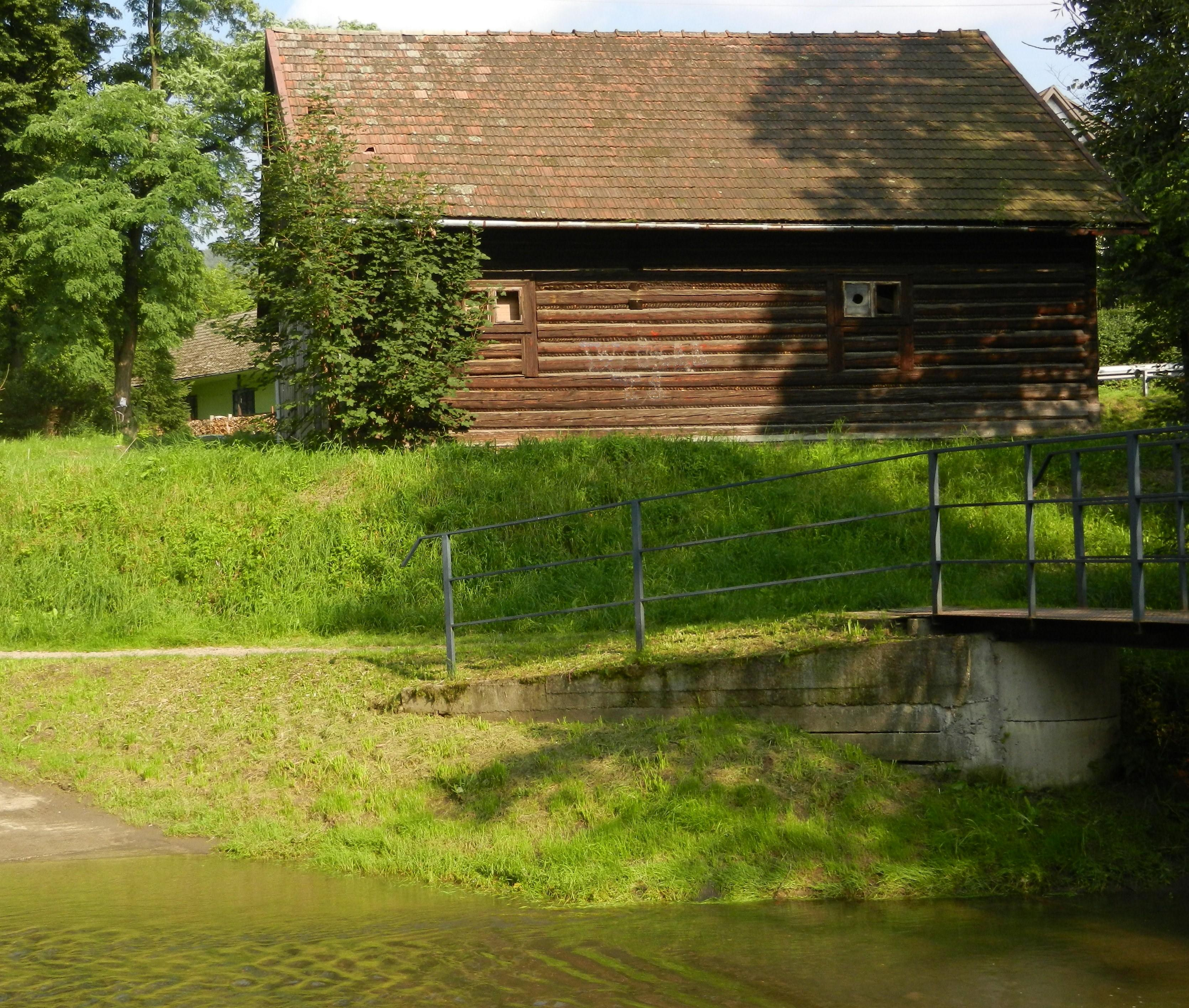
Wiśniowa

Wiśniowa is een dorp in het Poolse woiwodschap Klein-Polen, in het district Myślenicki. De plaats maakt deel uit van de gemeente Wiśniowa en telt 1900 inwoners.